# Беззаконие (фильм, 1953)
«Беззако́ние» — советская короткометражная комедия Константина Юдина по мотивам одноимённого рассказа А. П. Чехова, снятая на киностудии «Мосфильм» в 1953 году. Премьера состоялась 11 декабря 1953 года.

## Сюжет
Коллежский асессор Мигуев по пути домой встречает поджидающую его горничную Агнию, с которой имел короткий роман. Агния требует положить 5 тысяч рублей на её счёт в банке, а в противном случае грозит подкинуть ему их незаконнорожденного ребёнка и рассказать обо всём его жене.
На крыльце у двери Мигуев действительно обнаруживает младенца. Схватив «беззаконие», он бродит по ночному городу, безуспешно пытаясь подбросить его соседям и попутно рассуждая о детской судьбе. В конце концов, в нём просыпаются отцовские чувства, и Мигуев идёт к жене с повинной.

## В ролях
- Михаил Яншин — Семён Эрастович Мигуев, коллежский асессор
- Лидия Сухаревская — Анна Филипповна, жена Мигуева
- Тамара Носова — горничная Агния
- Всеволод Санаев — дворник Ермолай
- Ольга Аросева — прачка Аксинья
- Георгий Георгиу — сосед Мигуева (нет в титрах)
- Леонид Пирогов — телеграфист с гитарой (нет в титрах)
- Пётр Репнин — игрок в карты (нет в титрах)
- Сергей Кулагин — игрок в карты (нет в титрах)

## Съёмочная группа
- Автор сценария и режиссёр-постановщик: Константин Юдин
- Второй режиссёр: Владимир Герасимов
- Оператор: Игорь Гелейн
- Художник-постановщик: Георгий Турылёв
- Композитор: Антонио Спадавеккиа
- Звукооператор: Сергей Минервин

## Технические данные
- Цветной
- Звуковой (моно)
- 2 части, 404 метра

## Актёрские образы
Вера Тулякова, рассматривая амплуа Тамары Носовой, её комический и в то же время остросатирический образ «героини-дуры», писала, что в персонаже Агнии, «этого бесконечно тупого, безответственного, блудливого существа… как бы эскизно уже появились приметы будущего „лица“» актрисы: 
Этот характерный взгляд огромных голубых ничего не выражающих глаз. Слегка приоткрытый рот, с немного отвисшей нижней губой, тяжёлый подбородок, вздёрнутый нос, красное лицо, пышущее здоровьем и контрастирующее с жёлтыми косицами… Маска Тамары Носовой удивительно скульптурна и живописна. Но ещё больший эффект она приобретает в сочетании с голосом актрисы.

## Критика
Ростислав Юренев подчёркивал, что ряд режиссёрских находок — таких как компания игроков в преферанс, пожилой телеграфист с гитарой, танцующие силуэты в окне, — всё это не нарушает стиля Чехова, но позволяет лучше проникнуться атмосферой рассказа и «хорошо аккомпанирует переживаниям чиновника, нашедшего на крыльце плод беззакония — подкинутого младенца». Он высоко оценил комедийный талант Михаила Яншина, который «умно и зло показал всю несложную и малопривлекательную гамму чувств Мигуева» и в метаниях которого «чувствуется грустная и брезгливая улыбка Чехова». Режиссёру, по его мнению, удалось разглядеть глубокий смысл в нарочито фарсовом произведении — «томление людей от безысходной пошлости жизни, слабость еле мерцающего огонька простой человеческой любви и доброты, едва вспыхнув при появлении „подброшенного“ ребенка, тотчас угасает…».
По словам историка кино Петра Багрова, комедии «Беззаконие» и «Шведская спичка» Константина Юдина пронизаны «щемящим чувством безысходности и тоски», и для советского кино 1950-х годов они стали своего рода революцией, потеснив «бравурные комедии» Григория Александрова и Ивана Пырьева.
Киновед Александр Иванов также отмечал, что «Беззаконие» и «Шведская спичка», снятые Юдиным «между кончиной одного вождя и приходом к власти другого», были самыми яркими и свободными от цензуры работами режиссёра, «два маленьких шедевра», в которых он смог, наконец, раскрыться.